# Softline
Softline — международная ИТ-компания, поставщик ИТ-решений и сервисов, работающий на рынках России, восточной Европы, центральной Азии, Америки, Индии и Юго-Восточной Азии. Компания представлена в 95 городах более чем 55 стран. Компания предлагает частные и публичные облачные решения, комплексные технологические решения, решения в области кибербезопасности, лицензирование программного обеспечения, поставку аппаратного обеспечения и сопутствующие услуги.
В 2020 году оборот Softline составил $1,8 млрд, увеличившись на 9%. За последние 10 лет продажи росли ежегодно в среднем на 20% в год. В 2023 году оборот достиг 91,5 млрд рублей.
Компания имеет партнёрские отношения более чем с 6 000 поставщиками программного обеспечения и оборудования, включая Microsoft, Oracle, VMware, Adobe, HPE, IBM, EMC, Symantec, Dell, Citrix, Autodesk, Cisco Systems, Salesforce.com, Лабораторию Касперского, Huawei и др.

## История компании
Компания основана в 1993 году в Москве как поставщик научного программного обеспечения. Домен компании (softline.ru) является одним из самых старых в Рунете, имеет № 11 с датой регистрации от 13 сентября 1996 года.
К 1998 году основным бизнесом компании стала поставка лицензионных продуктов Microsoft и других компаний. В 1999 году начал действовать учебный центр Softline, в 2001 запущен дистрибьюторский бизнес и консалтинговое подразделение. В том же году в Минске открылось первое представительство компании за пределами Москвы.
В 2002 году были открыты представительства в Киеве, Хабаровске и Нижнем Новгороде, годом спустя – в Алма-Ате, Ташкенте, Новосибирске и Екатеринбурге, а позже в других городах России и СНГ. В это же время компания развивает новые ИТ-сервисы - техническую поддержку, ИТ-аутсорсинг, аудит программного обеспечения, помогает заказчикам внедрять решения Microsoft Dynamics и SAP, создавать и модернизировать объекты ИТ-инфраструктуры. В 2002 году запущен интернет магазин программного обеспечения Allsoft для малого бизнеса и частных лиц.
Изначально Softline была сосредоточена на продаже продуктов Microsoft и на 2021 год сохраняла очень тесные отношения с компанией, являясь Золотым партнёром Microsoft с более чем 20-летним опытом сотрудничества и одним из всего шести глобально управляемых Microsoft поставщиков лицензионных решений (LSP).
В 2008 году Softline открывает первые представительства в дальнем зарубежье – в Турции, Венесуэле и Вьетнаме.
В 2010 году Softline собирает в объединённом Управлении сервисов разрозненные сервисные направления по технической поддержке, консалтингу, ИБ, виртуализации, САПР и др.
К 2014 году портфель решений Softline содержит услуги, связанные с созданием публичных, частных и гибридных облаков на базе дата-центров Softline, а также платформ ведущих поставщиков. Softline вошла в топ 5 крупнейших ИТ-компаний России по версии «РИА Новости».
В 2015 году Softline становится глобальным партнёром Microsoft со статусом LSP в 19 странах. В том же году компания получила внешние инвестиции от Совкомбанка, что позволило Softline приобрести бразильскую компанию Compusoftware, занимающуюся лицензированием и инфраструктурными сервисам. В Белоруссии построен крупнейший в Восточной Европе ЦОД на 600+ стоек.
В 2016 году компания получила инвестиции от фонда DaVinci Capital. Компания провела ряд слияний и поглощений с помощью созданной в 2016 году команды M&A, которая базируется в Москве и Лондоне.
В 2017 году выручка Softline превысила 1 млрд долларов США. Компания приобрела Enaza (проприетарная управляемая платформа, позволяющая клиентам из телекоммуникационной отрасли продавать подписку на программное обеспечение). Компания также открыла офисы на Филиппинах, в Парагвае, Уругвае, Никарагуа, Гондурасе, Гватемале, Сальвадоре и Эквадоре. Softline получила награду Microsoft Country Partner of the Year 2017 одновременно в Чили, Камбодже и Казахстане. Направление электронной коммерции появилось в нескольких странах Западной Европы, Латинской Америки и Азии. Первый год, когда более 50% выручки группы по продажам Microsoft генерируется за пределами России.
В 2018 году Softline приобрела миноритарный пакет акций Crayon, норвежской консалтинговой компании в области ИТ, занимающейся лицензированием программного обеспечения, управлением программными активами и консалтинговыми услугами. Представительства Softline появляются в Боливии, Болгарии, Сербии, Венгрии, Хорватии и Словении. Группа получила кредитный рейтинг от Standard and Poor's и успешно размещала первые публичные облигации. Softline получает награду Microsoft Country Partner of the Year 2018 в Камбодже второй год подряд. Группа запускает Softline Digital Lab, специализированную команду для предоставления услуг цифровой трансформации корпоративным клиентам на основе новейших технологий (IoT, Big Data, ML, VR и других). Запуск цифровой платформы Softline для автоматического биллинга и предоставления облачных сервисов (Microsoft Office 365, Azure и т.д.), программного обеспечения по подписке и других популярных сервисов. Команда электронной коммерции группы получает награду Best Customer Experience team (Лучшая команда по работе с клиентами) от CX World Awards.
В 2019 году Softline приобрела Центр Высоких Технологий, компанию, специализирующуюся на заказной разработке программного обеспечения, включая проектирование, разработку, обеспечение качества и тестирование программного обеспечения, дальнейшее обслуживание и поддержку, а также аналитику требований. Группа также приобретает Cloudmaster (облачный сервис для управления мультиоблачной клиентской инфраструктурой). За все время существования платформа электронной коммерции Softline обработала уже 17 млн заказов. Автоматически обрабатываются заказы для более чем 200 поставщиков. Компания успешно провела выпуск публичных облигаций во второй раз. Открытие офисов в Египте, Чехии, Польше, Южной Корее и Шри-Ланке, получение глобального статуса Microsoft Azure Expert Managed Service Provider (MSP), подтверждающего мировой уровень группы в предоставлении широкого спектра проектных и управляемых услуг на платформе Microsoft Azure. Группа запускает услуги Softline Premier Services, направленные на повышение стабильности, производительности и безопасности инфраструктур на платформе Microsoft. Услуги Softline Premier Services гарантируют стабильную производительность инфраструктуры, отсутствие рисков и максимально возможную окупаемость инвестиций в ИТ-продукты, а также помощь выделенных экспертов и регулярную поддержку с выездом на объекты круглый год.
В 2020 году Softline открыла новую штаб-квартиру в Лондоне, Великобритания, успешно провела два публичных размещения облигаций, повысила кредитный рейтинг S&P до уровня B-Stable. Также компания запускает Softline Finance — финансовый сервис, позволяющий клиентам получать рассрочку платежей за продукты и услуги, приобретенные у группы. Группа успешно приобрела 3 компании: Embee — один из ведущих игроков ИТ-рынка Индии (обладатель статуса Microsoft Country Partner of the Year 2018 в Индии), Aplana — российская компания по аутсорсингу разработки программного обеспечения с большим портфелем международных проектов и Softline AG — ИТ-консалтинговой группы со штаб-квартирой в Германии и дочерними предприятиями в Австрии, Бельгии, Нидерландах и Великобритании. Годовая выручка Группы превышает 1,8 миллиарда долларов США.
В 2021 году Softline Ecommerce работает в более чем 30 странах и обслуживает 10 000 заказов в день. Служба поддержки отвечает на запросы от 1500 клиентов в день, платформа поддерживает более 25 способов оплаты и более 30 валют. Аналитическое агентство IDC отмечает платформу Softline Ecommerce в отчете Vendor Spotlight 2021. Компания получает несколько расширенных специализаций Microsoft по службам Azure Kubernetes, Linux и миграции баз данных с открытым исходным кодом в Azure и Windows Virtual Desktop. Представительства Softline в Болгарии, Камбодже, Малайзии и Вьетнаме удостаиваются звания Microsoft Partner of the Year.
Также 27 октября 2021 Softline вышла на Московскую и Лондонскую биржу при оценке $1,5 млрд. При этом стоимость одной депозитарной расписки составила $7.50. Сумма, которую компания привлекла по итогам IPO — $400 млн.
В 2021 году Softline получила несколько расширенных специализаций Microsoft по Kubernetes в Azure, Linux и миграции баз данных с открытым исходным кодом в Azure и Windows Virtual Desktop. Деятельность компании в Болгарии, Камбодже, Малайзии и Вьетнаме отмечена наградой Microsoft «Партнер года». Softline Ecommerce также была отмечена IDC в отчете Vendor Spotlight 2021.
25 января 2022 года Softline приобрела контрольный пакет акций белорусской IT-компании СофтКлуб, которая специализируется на финансовых технологиях и является крупнейшим разработчиком интегрированных решений для банков, электронной коммерции и фондовых бирж в Центральной и Восточной Европе.
В 2022 году Softline разделила бизнес на российский (ПАО "Софтлайн") и международный (Noventiq). Российский бизнес выкупил основатель компании Игорь Боровиков. Инвесторы получили возможность обмена ценных бумаг российских и иностранных компаний. В 2023 году на Московской бирже стартовали торги бумагами ПАО "Софтлайн", и в рамках первичного размещения акций (IPO) состоялся обмен глобальных депозитарных расписок (ГДР) Noventiq на акции ПАО "Софтлайн".
В июне 2025 года ООО «Интернет проекты», которое входит в структуру IT-компании Софтлайн, приобрело завод по производству электроинструментов ООО «Энгельс Электроинструменты», ранее принадлежавший немецкой компании Bosch.

## Собственники и руководство
Основателем компании является Игорь Боровиков. Боровиков окончил Московский государственный университет им. М.В. Ломоносова по специальности «математика». В 2015 году Боровиков занял третье место в рейтинге «Топ-лидеров в ИТ»  по версии газеты «Коммерсантъ».
Акционерами Softline являются основатель компании Игорь Боровиков, независимый фонд прямых  инвестиций Da Vinci Capital, и белорусский фонд прямых инвестиций Zubr Capital.
В 2017 году в совет директоров вошёл Олег Железко. 
В апреле 2023 года Игорь Боровиков полностью продал Софтлайн и вышел из состава акционеров компании, сосредоточившись на работе над международными проектами..

## Основные направления деятельности
- Частные, публичные и гибридные облачные решения[46].
- Информационная безопасность.
- Решения для бизнес-аналитики.
- Мобильные решения.
- Построение и модернизация ИТ-инфраструктуры.
- Построение центров обработки данных.
- Лицензирование программного обеспечения по обычным схемам лицензирования и по подписке.
- Поставка и обслуживание оборудования.
- Решения для бизнеса.
- Техническая поддержка и аутсорсинг.
- Управление ИТ-активами.
- САПР и ГИС.
- Обучение, сертификация и тестирование IT-специалистов.

## Привлечение инвестиций
В октябре 2021 года Softline установила индикативный ценовой диапазон для своего первичного публичного размещения(IPO) в Лондоне и Москве в $1,93 млрд. Цена за акцию составит от $7,50 до $10,50. Компания планирует привлечь около $400 млн от продажи новых акций и использует средства для развития. Рыночная капитализация компании, по её оценкам, составит от $1,49 млрд до $1,93 млрд.

## Позиции в рейтингах
- № 1 в рэнкинге «Крупнейшие поставщики ИТ в рознице 2015» (CNews Analytics, 2016[50]).
- № 2 в рэнкинге «Крупнейшие разработчики мобильных приложений для бизнеса и госструктур 2015» (CNews Analytics, 2016[51]).
- № 3 в рэнкинге «Крупнейшие поставщики BI-решений в России 2015» (CNews Analytics, 2016[52]).
- № 3 в рэнкинге крупнейших групп и компаний в области информационных и коммуникационных технологий по итогам 2014 года («Эксперт РА», 2015[53]).
- CNews Analytics: Крупнейшие поставщики SaaS в России 2015
  - № 4 в рэнкинге 2015 года[54].
  - № 5 в рэнкинге 2012 года — компания ActiveCloud by Softline[55].
- № 4 в рэнкинге «Компании российского ИТ-рынка» («Коммерсантъ Деньги», 2016[56]).
- № 5 в рэнкинге «CNews100: Крупнейшие ИТ-компании России 2015» (CNews Analytics, 2016[57]).
- № 5 в рэнкинге TAdviser100: «Крупнейшие ИТ-компании в России 2016»[58]).
- № 6 в рэнкинге «Крупнейшие поставщики в области комплексных проектов построения инфраструктуры ЦОД 2015» (CNews Analytics, 2016[59]).
- № 7 в рэнкинге «Крупнейшие поставщики в области комплексных проектов построения инфраструктуры зданий и сооружений 2015» (CNews Analytics, 2016[60]).
- № 8 в рэнкинге крупнейших российских IT-компаний («РИА Новости», 2013[61]).
- № 7 в рэнкинге компаний российского IT-рынка («Коммерсантъ Деньги», 2013[62]).
- № 7 в рэнкинге крупнейших российских компаний в области информационных и коммуникационных технологий по итогам 2012 года («Эксперт РА», 2013[63]).
- № 14 в рэнкинге «Крупнейших компаний IT-отрасли России» («РИА Новости», 2011[64]).
- Softline вошла в пятёрку крупнейших IT-компаний России в сфере защиты информации по данным рейтинга CNewsSecurity[65].
- № 14 в рэнкинге «Крупнейшие компании российского IT-рынка»[66].
- № 14 в рэнкинге «Список крупнейших российских компаний в области информационных и коммуникационных технологий по итогам 2009 года»[67].
- № 4 в рэнкинге «Показатели деятельности IT-консалтинга в 2009 году»[68].
- Ведущий провайдер решений SaaS в 2009 году по версии IDC (Russia Public IT Cloud Services Market 2010—2014 Forecast and 2009 Analysis)[69].
- № 15 в рэнкинге «CNewsСonsulting: Крупнейшие ИТ-консультанты 2015» (CNews Analytics, 2016[70]).
- № 16 (по годовой выручке) в рэнкинге «Крупнейшие IT-компании России» по версии CNews Analytics[71].
- № 27 в рэнкинге «Самые эффективные компании CNews100 2015» (CNews Analytics, 2016[72]).
- Участник рэнкинге Forbes: «200 крупнейших частных компаний России — 2015»[73]
- Участник рейтинга РБК500: «Рейтинг российского бизнеса 2015»[74].
- № 4 в рэнкинге «CNews100: Крупнейшие ИТ-компании России 2017»[75].
- № 4 в рэнкинге «CNews100. Крупнейшие ИТ-компании России 2018 год»[76].
- № 4 в рэнкинге «CNews100. Крупнейшие ИТ-компании России 2019 год»[77].
- № 1 в рэнкинге CNews «Крупнейшие поставщики ИТ для промышленных предприятий 2019»[78].
- № 1 в рэнкинге CNews «Крупнейшие поставщики IaaS в России 2020»[79].
- № 2 в рэнкинге CNews «Крупнейшие поставщики SaaS в России 2020»[80].
- № 1 в рэнкинге TAdviser «Крупнейшие российские компании на рынке информационной безопасности 2019»[81].
- № 3 в рэнкинге CNews «Крупнейшие поставщики решений для анализа данных в России 2019»[82].
- № 1 в рэнкинге CNews «Крупнейшие поставщики ИТ для промышленных предприятий 2019»[78].
- № 1 в рэнкинге TAdviser «Выручка ИТ-компаний от проектов в госсекторе России 2019»[83].
- № 3 в рэнкинге CNews «Крупнейшие поставщики ИТ для финансового сектора 2019»[84].
- № 5 в рэнкинге TAdviser «Крупнейшие ИТ-компании в России 2020»[85].
- № 1 в рэнкинге CNews «Крупнейшие поставщики ИТ в розницу 2020»[86].
- № 2 в рэнкинге RAEX «Крупнейших российских групп и компаний в области информационных и коммуникационных технологий 2020»[87].
- № 3 в рэнкинге «CNews100. Крупнейшие ИТ-компании России 2021 год»[88]